# Harasta
Harasta (en árabe: حرستا‎ Ḥarastā), también conocida como Harasta al-Basal, es una ciudad y suburbio de Damasco situado en el noreste de la ciudad, en Siria.

## Geografía
Harasta se encuentra en el área occidental de la Gobernación de la Campiña de Damasco, en el valle del río Barada. La altura media de la ciudad es de 712 m. 
La ciudad está ubicada en la carretera que une Damasco con Homs, a unos 5 kilómetros al noreste de Damasco. Constituye por lo tanto la puerta de entrada norte a la capital siria.

## Demografía
En 2007 la ciudad tenía una población de 38.184 habitantes, lo que la convertía en la 43.ª ciudad más poblada de Siria.
| Evolución demográfica de Harasta                                                     | Evolución demográfica de Harasta | Evolución demográfica de Harasta | Evolución demográfica de Harasta |
| 1981                                                                                 | 2003                             | 2007                             | 2013                             |
| ------------------------------------------------------------------------------------ | -------------------------------- | -------------------------------- | -------------------------------- |
| 25 657                                                                               | 36 441                           | 38 184                           | 45 974                           |
| Los datos de 1981 corresponden a censos oficiales. Los otros datos son estimaciones. |                                  |                                  |                                  |